# Kanadas Grand Prix 2010
Kanadas Grand Prix 2010, officiellt Formula 1 Grand Prix du Canada 2010, var en Formel 1-tävling som hölls den 13 juni 2010 på Circuit Gilles Villeneuve i Montreal, Kanada. Det var den åttonde tävlingen av Formel 1-säsongen 2010 och kördes över 70 varv. Vinnare av loppet blev Lewis Hamilton för McLaren, tvåa blev Jenson Button, även han för McLaren, och trea blev Fernando Alonso för Ferrari.

## Kvalet

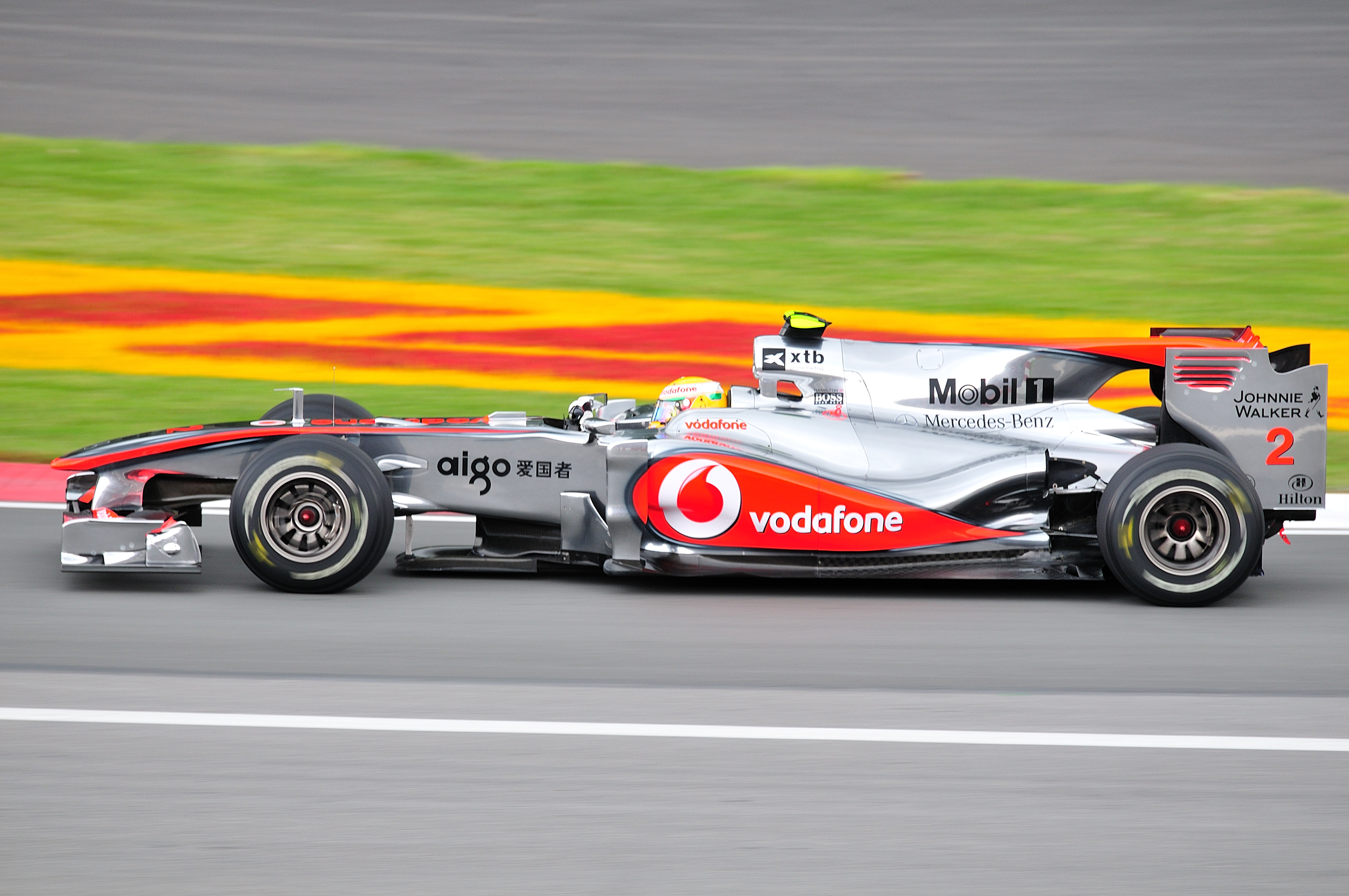
Lewis Hamilton tog pole position.

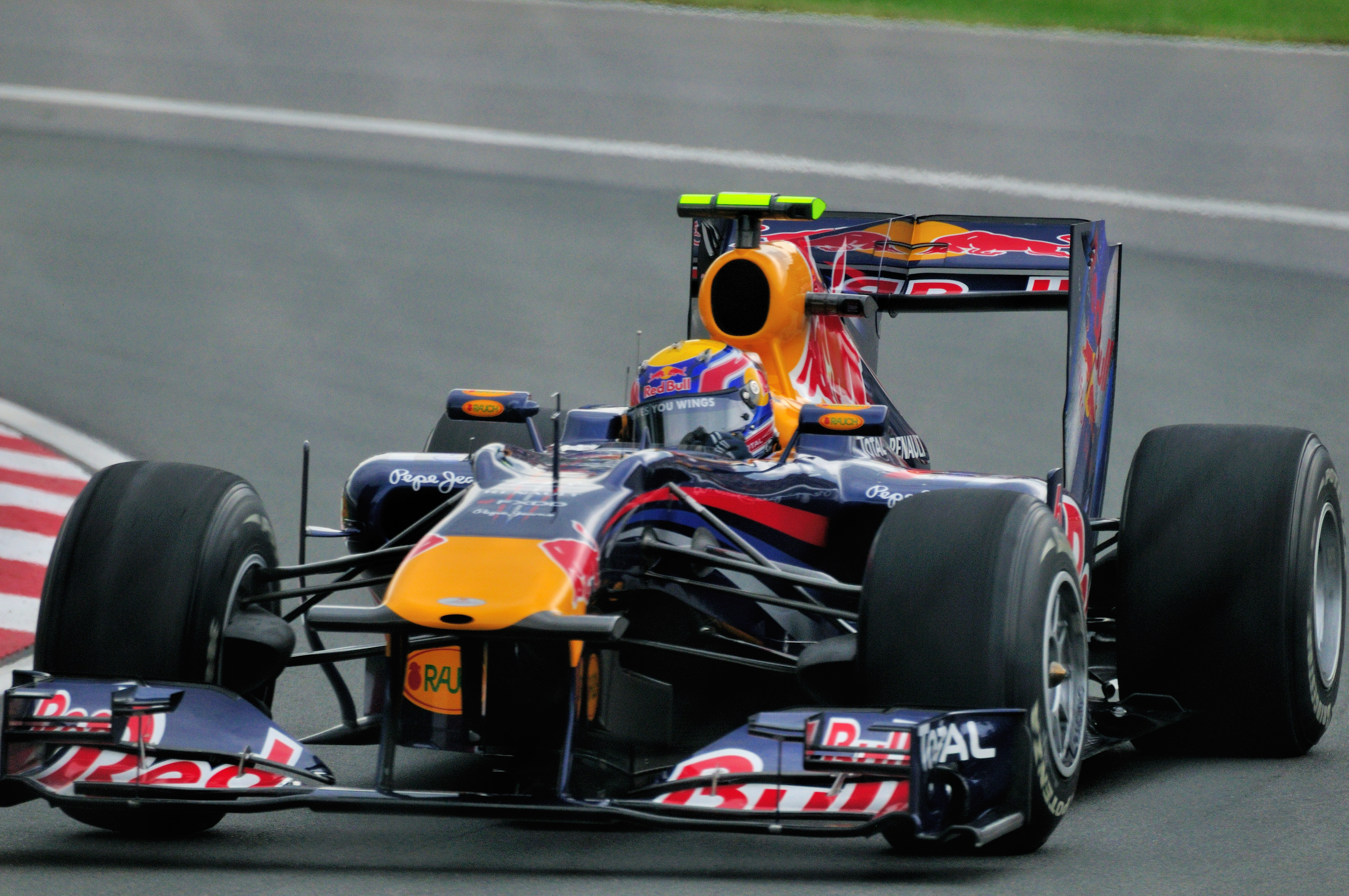
Mark Webber kvalade tvåa.

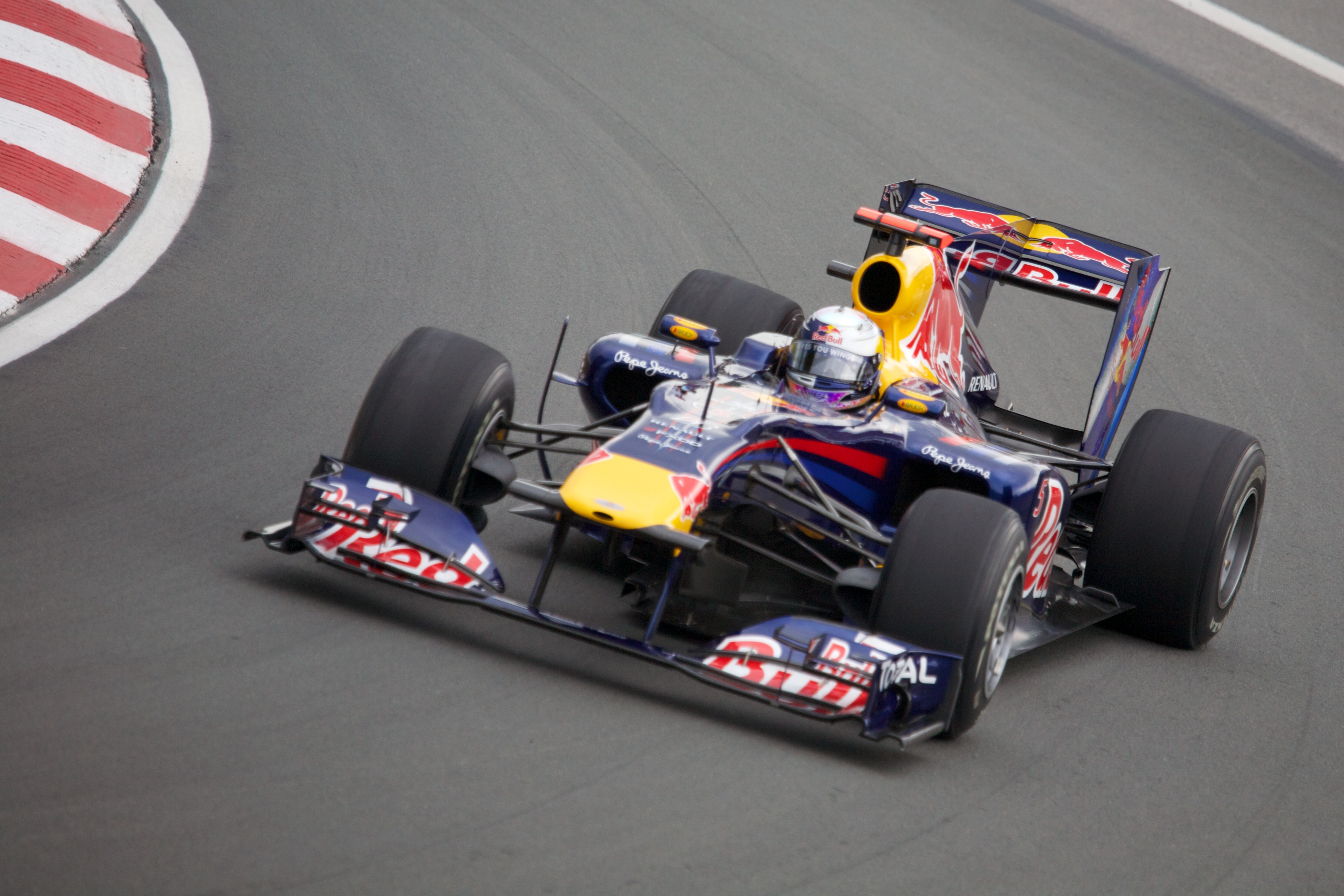
Sebastian Vettel startade från den andra startrutan.

| KR. | Nr | Förare             | Konstruktör          | Q1       | Q2       | Q3       | Grid |
| --- | -- | ------------------ | -------------------- | -------- | -------- | -------- | ---- |
| 1   | 2  | Lewis Hamilton     | McLaren-Mercedes     | 1.15,889 | 1.15,528 | 1.15,105 | 1    |
| 2   | 6  | Mark Webber        | Red Bull-Renault     | 1.16,423 | 1.15,692 | 1.15,373 | 71   |
| 3   | 5  | Sebastian Vettel   | Red Bull-Renault     | 1.16,129 | 1.15,556 | 1.15,420 | 2    |
| 4   | 8  | Fernando Alonso    | Ferrari              | 1.16,171 | 1.15,597 | 1.15,435 | 3    |
| 5   | 1  | Jenson Button      | McLaren-Mercedes     | 1.16,371 | 1.15,742 | 1.15,520 | 4    |
| 6   | 15 | Vitantonio Liuzzi  | Force India-Mercedes | 1.17,086 | 1.16,171 | 1.15,648 | 5    |
| 7   | 7  | Felipe Massa       | Ferrari              | 1.16,673 | 1.16,314 | 1.15,688 | 6    |
| 8   | 11 | Robert Kubica      | Renault              | 1.16,370 | 1.15,682 | 1.15,715 | 8    |
| 9   | 14 | Adrian Sutil       | Force India-Mercedes | 1.16,495 | 1.16,295 | 1.15,881 | 9    |
| 10  | 4  | Nico Rosberg       | Mercedes             | 1.16,350 | 1.16,001 | 1.16,071 | 10   |
| 11  | 9  | Rubens Barrichello | Williams-Cosworth    | 1.16,880 | 1.16,434 |          | 11   |
| 12  | 10 | Nico Hülkenberg    | Williams-Cosworth    | 1.16,770 | 1.16,438 |          | 12   |
| 13  | 3  | Michael Schumacher | Mercedes             | 1.16,598 | 1.16,492 |          | 13   |
| 14  | 12 | Vitalij Petrov     | Renault              | 1.16,569 | 1.16,844 |          | 14   |
| 15  | 16 | Sébastien Buemi    | Toro Rosso-Ferrari   | 1.17,356 | 1.16,928 |          | 15   |
| 16  | 17 | Jaime Alguersuari  | Toro Rosso-Ferrari   | 1.17,027 | 1.17,029 |          | 16   |
| 17  | 22 | Pedro de la Rosa   | BMW Sauber-Ferrari   | 1.17,611 | 1.17,384 |          | 17   |
| 18  | 23 | Kamui Kobayashi    | BMW Sauber-Ferrari   | 1.18,019 |          |          | 18   |
| 19  | 19 | Heikki Kovalainen  | Lotus-Cosworth       | 1.18,237 |          |          | 19   |
| 20  | 18 | Jarno Trulli       | Lotus-Cosworth       | 1.18,698 |          |          | 20   |
| 21  | 24 | Timo Glock         | Virgin-Cosworth      | 1.18,941 |          |          | 21   |
| 22  | 21 | Bruno Senna        | HRT-Cosworth         | 1.19,484 |          |          | 22   |
| 23  | 25 | Lucas di Grassi    | Virgin-Cosworth      | 1.19,675 |          |          | 23   |
| 24  | 20 | Karun Chandhok     | HRT-Cosworth         | 1.27,757 |          |          | 24   |

| Vidare från första kvalrundan ▬▬ Vidare från andra kvalrundan ▬▬ |

Noteringar:
- ^1  — Mark Webber fick fem platsers nedflyttning för ett otillåtet växellådsbyte.[1]

## Loppet

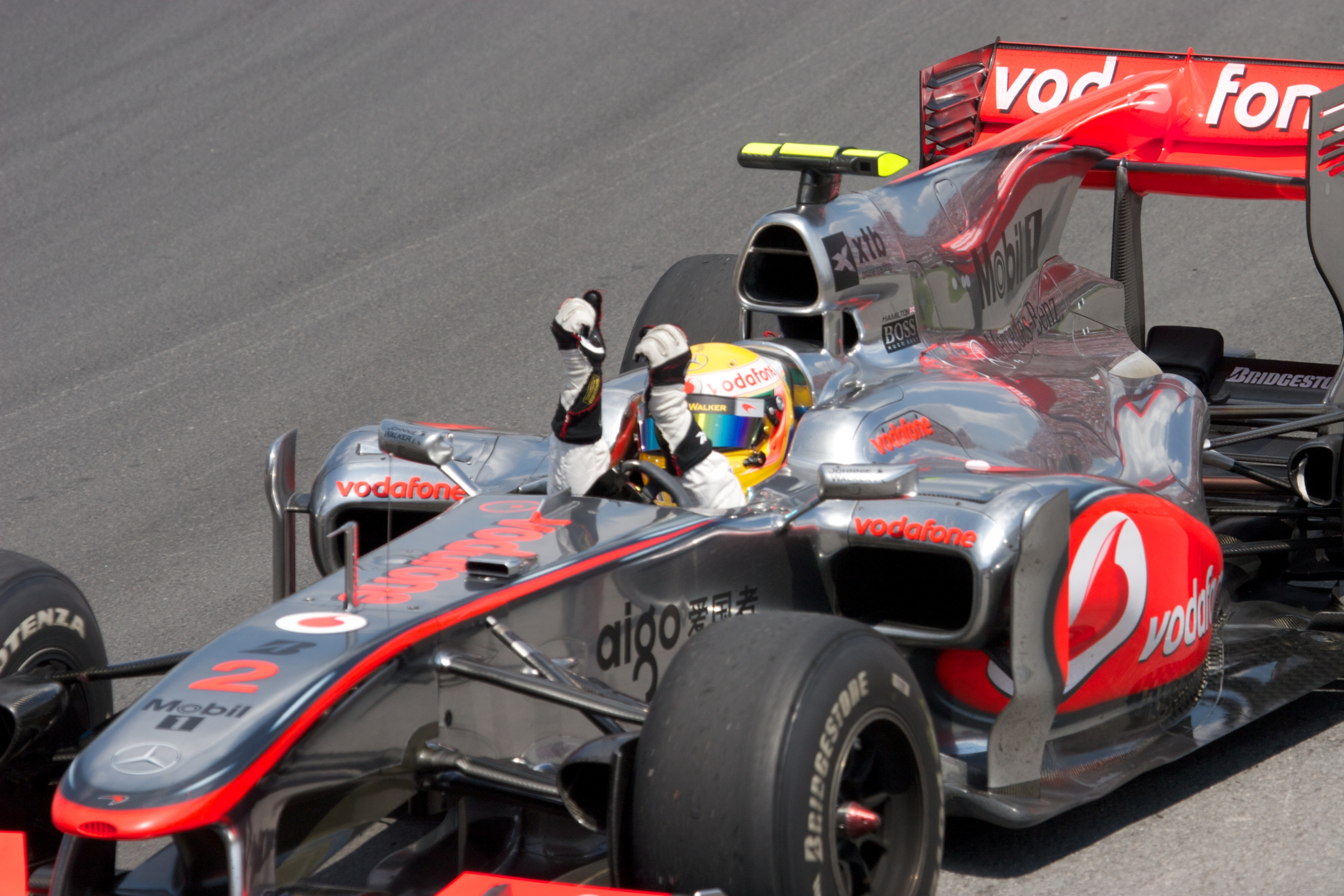
Lewis Hamilton vann loppet.

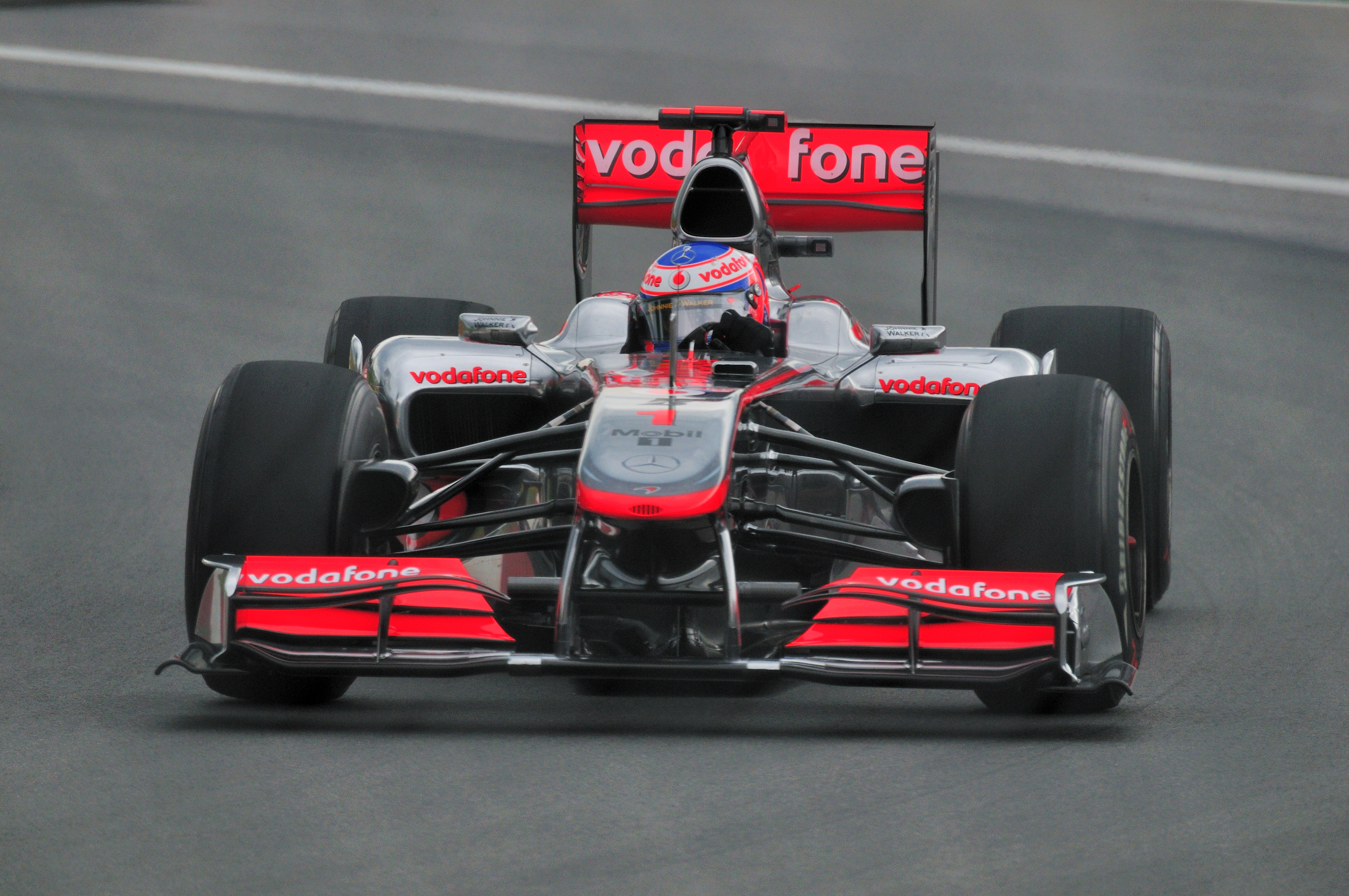
Jenson Button blev tvåa.

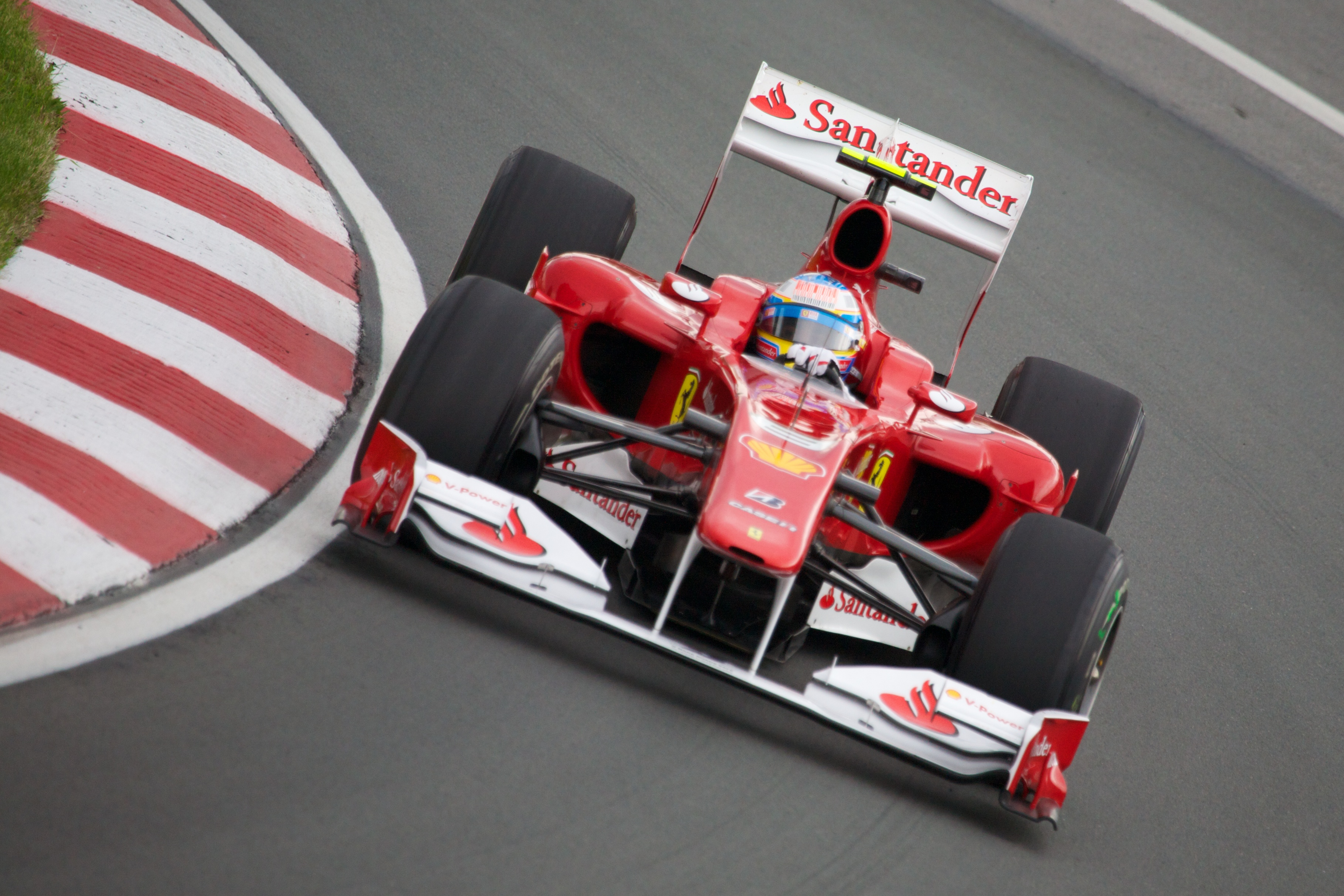
Fernando Alonso gick i mål på tredje plats.

| Pos. | Nr | Förare             | Konstruktör          | Varv | Tid         | Grid | P  |
| ---- | -- | ------------------ | -------------------- | ---- | ----------- | ---- | -- |
| 1    | 2  | Lewis Hamilton     | McLaren-Mercedes     | 70   | 1:33.53,456 | 1    | 25 |
| 2    | 1  | Jenson Button      | McLaren-Mercedes     | 70   | +2,254      | 4    | 18 |
| 3    | 8  | Fernando Alonso    | Ferrari              | 70   | +9,214      | 3    | 15 |
| 4    | 5  | Sebastian Vettel   | Red Bull-Renault     | 70   | +37,817     | 2    | 12 |
| 5    | 6  | Mark Webber        | Red Bull-Renault     | 70   | +39,291     | 7    | 10 |
| 6    | 4  | Nico Rosberg       | Mercedes             | 70   | +56,084     | 10   | 8  |
| 7    | 11 | Robert Kubica      | Renault              | 70   | +57,300     | 8    | 6  |
| 8    | 16 | Sébastien Buemi    | Toro Rosso-Ferrari   | 69   | +1 varv     | 15   | 4  |
| 9    | 15 | Vitantonio Liuzzi  | Force India-Mercedes | 69   | +1 varv     | 5    | 2  |
| 10   | 14 | Adrian Sutil       | Force India-Mercedes | 69   | +1 varv     | 9    | 1  |
| 11   | 3  | Michael Schumacher | Mercedes             | 69   | +1 varv     | 12   |    |
| 12   | 17 | Jaime Alguersuari  | Toro Rosso-Ferrari   | 69   | +1 varv     | 16   |    |
| 13   | 10 | Nico Hülkenberg    | Williams-Cosworth    | 69   | +1 varv     | 12   |    |
| 14   | 9  | Rubens Barrichello | Williams-Cosworth    | 69   | +1 varv     | 11   |    |
| 15   | 7  | Felipe Massa       | Ferrari              | 69   | +1 varv1    | 6    |    |
| 16   | 19 | Heikki Kovalainen  | Lotus-Cosworth       | 68   | +2 varv     | 19   |    |
| 17   | 12 | Vitalij Petrov     | Renault              | 68   | +2 varv     | 14   |    |
| 18   | 20 | Karun Chandhok     | HRT-Cosworth         | 66   | +4 varv     | 24   |    |
| 19   | 25 | Lucas di Grassi    | Virgin-Cosworth      | 65   | +5 varv     | 23   |    |
| Ret  | 24 | Timo Glock         | Virgin-Cosworth      | 50   | Styrning    | 21   |    |
| Ret  | 18 | Jarno Trulli       | Lotus-Cosworth       | 42   | Bromsar     | 20   |    |
| Ret  | 22 | Pedro de la Rosa   | BMW Sauber-Ferrari   | 30   | Motor       | 17   |    |
| Ret  | 21 | Bruno Senna        | HRT-Cosworth         | 13   | Växellåda   | 22   |    |
| Ret  | 23 | Kamui Kobayashi    | BMW Sauber-Ferrari   | 1    | Kollision   | 18   |    |

| Förare och stall som tog poäng ▬▬ |

Noteringar:
- ^1  — Felipe Massa fick 20 sekunders tidstillägg för att ha kört för fort i depån.[2]

## Ställning efter loppet
| Pos. | Förare           | Poäng |
| ---- | ---------------- | ----- |
| 1    | Lewis Hamilton   | 109   |
| 2    | Jenson Button    | 106   |
| 3    | Mark Webber      | 103   |
| 4    | Fernando Alonso  | 94    |
| 5    | Sebastian Vettel | 90    |

| Pos. | Konstruktör      | Poäng |
| ---- | ---------------- | ----- |
| 1    | McLaren-Mercedes | 215   |
| 2    | Red Bull-Renault | 193   |
| 3    | Ferrari          | 161   |
| 4    | Mercedes         | 108   |
| 5    | Renault          | 79    |

- Notering: Endast de fem bästa placeringarna i vardera mästerskap finns med på listorna.